# Shimiaozi (köpinghuvudort i Kina, Liaoning Sheng, lat 40,66, long 123,51)
Shimiaozi är en köpinghuvudort i Kina. Den ligger i provinsen Liaoning, i den nordöstra delen av landet, omkring 130 kilometer söder om provinshuvudstaden Shenyang. Antalet invånare är 15 377. Befolkningen består av 7 309 kvinnor och 8 068 män. Barn under 15 år utgör 14,0 %, vuxna 15-64 år 75 %, och äldre över 65 år 9,0 %.
Runt Shimiaozi är det ganska tätbefolkat, med 108 invånare per kvadratkilometer. Närmaste större samhälle är Qingchengzi, 11,2 km nordost om Shimiaozi. Trakten runt Shimiaozi består till största delen av jordbruksmark.
Genomsnittlig årsnederbörd är 1 241 millimeter. Den regnigaste månaden är juli, med i genomsnitt 373 mm nederbörd, och den torraste är januari, med 9 mm nederbörd.